# Pico (Linux)
Pico – prosty, zorientowany ekranowo  edytor tekstu oparty na programie obsługi wiadomości pocztowych Pine. Tak jak w Pine, polecenia wyświetlane są u dołu ekranu. Zapewniona jest też pomoc kontekstowa. Wszystkie znaki bezpośrednio po wpisaniu są wstawiane w tekst.
Składnia: pico [ opcje ] [ plik ]
Polecenia edycyjne wprowadzane są przy pomocy kombinacji klawiszy sterujących [Ctrl+znak]. Jako obejście programów komunikacyjnych usuwających niektóre znaki sterujące, można emulować znaki sterujące, naciskając dwukrotnie ESCAPE, a następnie żądany znak sterujący, np. „ESC ESC c” jest równoważne wprowadzeniu Ctrl-c. Edytor posiada pięć podstawowych funkcji: wyrównywanie akapitów, wyszukiwanie, wycinanie/wstawianie bloków, sprawdzanie pisowni i przeglądarkę plików.

## Opcje do pico
| +n         | Powoduje, że pico wystartuje z kursorem umieszczonym w n-tym wierszu pliku. (Uwaga: bez odstępu między znakiem „+” a liczbą) |
| -b         | Włącz opcję zastępowania tekstu (Replace) dopasowaniami znalezionymi przy pomocy polecenia „Where is”. |
| -d         | Przypisz klawisz „delete” do wymazywania znaku w miejscu kursora zamiast znaku przed kursorem. |
| -e         | Włącz uzupełnianie nazw plików. |
| -f         | Użyj klawiszy funkcyjnych dla poleceń. Opcja ta jest obsługiwana wyłącznie w połączeniu z UW Enhanced NCSA telnet. |
| -h         | Podaje dostępne opcje wiersza poleceń. |
| -j         | Włącz polecenie „Goto” w przeglądarce plików. Pozwala to poleceniu na jawne wskazanie pilotowi, który katalog odwiedzić. |
| -g         | Włącz tryb „Show Cursor” (pokazywania kursora) w przeglądarce plików. Powoduje, że kursor ustawiany jest przed bieżącym wyborem, a nie w dolnym lewym rogu ekranu. |
| -k         | Powoduje, że polecenie „Cut Text” (wytnij tekst) usuwa znaki od pozycji kursora do końca wiersza zamiast usuwania całego wiersza. |
| -m         | Włącza obsługę myszką. Działa tylko wtedy, gdy pico uruchomiony jest w oknie „xterm” systemu X Window. |
| -nn        | Opcja -nn włącza powiadamianie o nowej korespondencji. Argument n jest opcjonalny i podaje jak często, w sekundach, będzie sprawdzana skrzynka pocztowa. Na przykład -n60 powoduje, że pico będzie co minutę sprawdzać, czy nadeszła nowa przesyłka pocztowa. Domyślnym odstępem jest 180 sekund, dozwolonym minimum zaś 30. (Uwaga: bez spacji między „n” i liczbą) |
| -o katalog | Ustawia katalog pracy. Dostępne będą wyłącznie pliki z tego katalogu. Podobnie, przeglądarka plików ograniczona jest do poddrzewa podanego katalogu. |
| -rn        | Ustawia kolumnę używaną jako prawy margines w poleceniu wyrównywania akapitu („Justify”). |
| -s speller | Określa alternatywny program sprawdzania pisowni. |
| -t         | włącza „tryb narzędzia” („tool mode”). Przeznaczony do sytuacji, gdy pico używany jest jako edytor wewnątrz innych narzędzi (np. Elm, Pnews). Pico nie będzie monitował o zapisanie przy kończeniu pracy i nie będzie zmieniał nazwy bufora przy operacji zapisu (polecenie „Write Out”).                                                                            |
| -v         | Tylko przeglądanie pliku, wyłączenie edycji. |
| -w         | Wyłączenie zawijania wyrazów [przenoszenia do następnego wiersza]. Pozwala więc na edycję długich wierszy. |
| -x         | Wyłącz menu klawiszy na dole ekranu. |
| -z         | Włącza możliwość zawieszania pracy pico przez ^Z. |
| -q         | Definicje sekwencji specjalnych z termcap lub terminfo będą mieć pierwszeństwo nad domyślnie zdefiniowanymi sekwencjami. Opcja ta jest dostępna tylko wtedy, gdy pico został skompilowany z włączoną dyrektywą define TERMCAP_WINS. |